# Герб Лобні
Місто Лобня Московської області Росії має власну символіку: герб та прапор.

## Історія герба
Перша версія герба Лобні була ухвалена 4 лютого 1980 року, в її основі було обрано синій та червоний колір зображення земної кулі, емблеми «Аерофлоту» та чайки. Сучасна версія герба ухвалена 9 жовтня 2003 року, номер у Геральдичному реєстрі РФ 1413.

## Опис герба
Розсічене блакитним та червоним поле щита з зображенням чайки в польоті. Всі фігури герба срібні. Композиція герба відображає історію міста. Розподіл щита на блакитну та червону частини показує залізницю, яка ділить місто на дві частини. Також червона частина нагадує про ІІ Світову війну, оскільки в листопаді-грудні 1941 року по території сучасного міста проходив рубіж оборони Москви. Синя частина алегорично показує мирне життя та безкраї простори повітряного океану. Чайка в польоті вказує на унікальну пам’ятку природи міста – озеро Кийово.